# Гальозеро
Га́льозеро (устар. Гальезеро, Галлезеро, Галозеро) — озеро в Кондопожском районе Карелии.
Объём воды — 0,0097 км³. Площадь поверхности — 1,9 км². Площадь водосборного бассейна — 12,1 км². Высота над уровнем моря — 95,0 м.
Озеро удлинённой формы, вытянуто с северо-запада на юго-восток.
Основным притоком является небольшой ручей из Девчей ламбы. Из южной части озера вытекает ручей Спорни, впадающий в озеро Гомсельгское. Берега отлогие, низкие, покрыты смешанным лесом.
В озере обитают плотва, окунь, щука, лещ, налим, ёрш.